# Даніель Шелунд
Даніель Шелунд (фін. Daniel Sjölund, нар. 22 квітня 1983, Фінстрем) — фінський футболіст, що грав на позиції півзахисника, нападника.

## Клубна кар'єра
Народився 22 квітня 1983 року в місті Фінстрем, Аландські острови, які є шведськомовною автономною областю, що належить до Фінляндії. Вихованець футбольної школи «Фінстремс Камратена» з рідного міста.

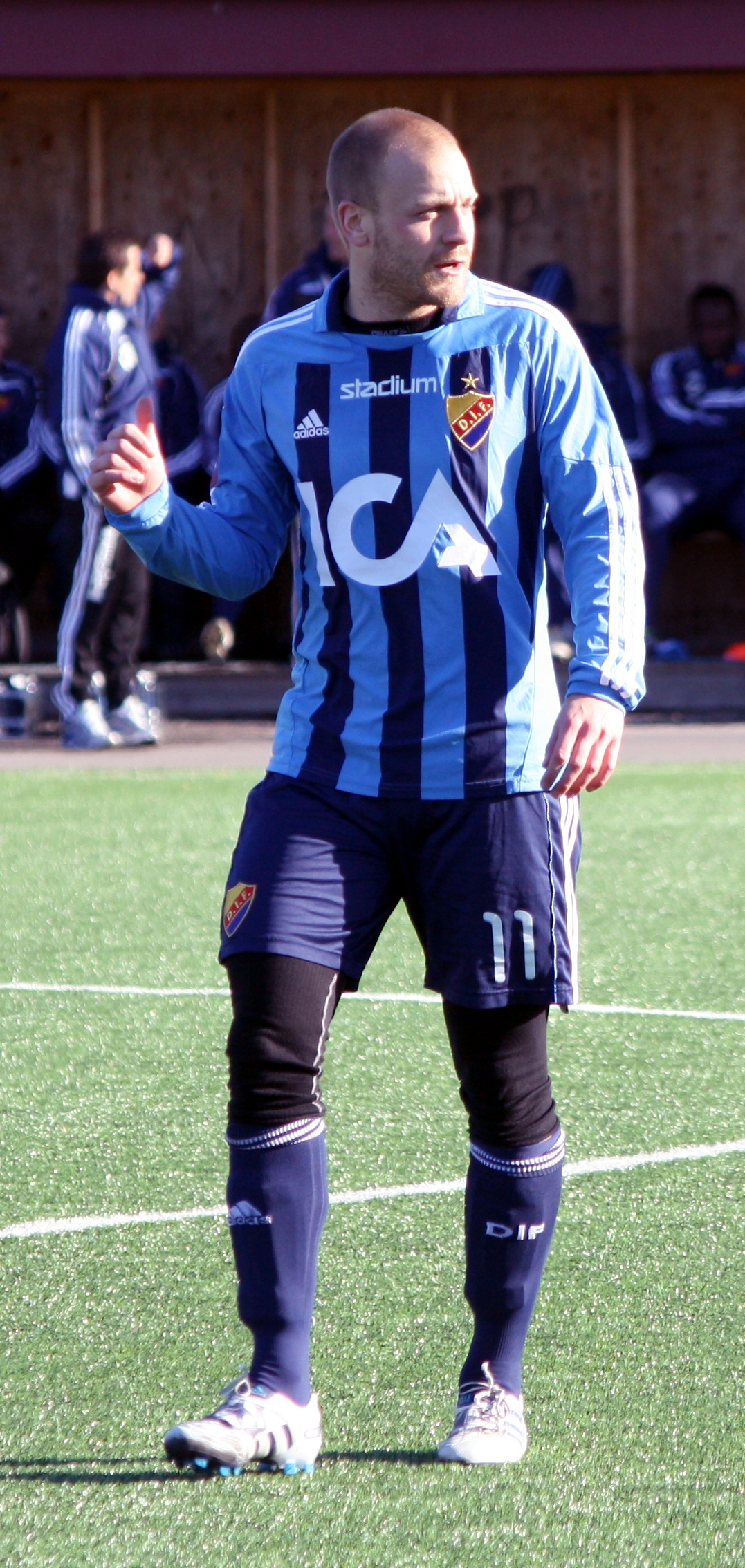
Даніель Шелунд під час виступів за «Юргорден». 2011 рік.

У дорослому футболі дебютував 1998 року виступами за нижчолігову фінську команду ІФК Марієгамн, в якій провів півтора сезони, взявши участь у 27 матчах чемпіонату, після чого став грати за клуб «Броммапойкарна» у другому шведському дивізіоні.
1999 року 16-річний футболіст потрапив до англійського «Вест Гем Юнайтед», де втім за першу команду не виступав і 2000 року перейшов в «Ліверпуль», ставши частиною угоди по переходу Рігобера Сонга у зворотньому напрямку. У складі «червоних» Шелунд теж не зіграв жодного матчу за основну команду і 2003 року був відданий в оренду в шведський «Юргорден». Даніель допоміг клубу виграти національний чемпіонат, після чого підписав з командою в кінці року повноцінний контракт. У наступному сезоні Даніель допоміг команді виграти національний кубок, а 2005 року здобув «золотий дубль». У вересні 2012 року Шелунд зіграв свою 200-ту гру в чемпіонаті за «Юргорден», вийшовши на матч у футболці під номером 200. Але лише через кілька місяців клуб оголосив, що не буде продовжувати його контракт, таким чином Даніель залишив клуб в кінці року після 10 сезонів та 205 матчів у Аллсвенскан, а також великої кількості матчів у Кубку Швеції, єврокубках та Королівській лізі.
4 лютого 2013 року Шелунд підписав дворічну угоду з клубом Отвідабергс ФФ, у якому провів наступні два сезони, а на початку 2015 року на правах вільного агента став гравцем ІФК Норрчепінга, з яким того ж року виграв чемпіонат Швеції. У сезоні 2018 року втратив місце у першій команді і по його завершенню покинув клуб.
20 грудня 2018 року Даніель оголосив про повернення до фінського чемпіонату на сезон 2019 року, де він гратиме за ІФК Марієгамна. Дату було обрано символічно, оскільки минуло рівно 20 років, як Шелунд покинув місцевий чемпіонат. 16 жовтня 2019 року футболіст оголосив, що після завершення сезону закінчить свою ігрову кар'єру. Останній матч він провів 3 листопада 2019 року проти «Гонки» у плей-оф чемпіонату за місце у Лізі Європи, яке його команда програла.

## Виступи за збірні
У складі молодіжної збірної Фінляндії був учасником молодіжного чемпіонату світу 2001 року в Аргентині, де він забив гол у матчі групового етапу проти Єгипту, але фіни програли 1:2 і не вийшли з групи. Всього на молодіжному рівні зіграв у 18 офіційних матчах, забив 5 голів.
22 травня 2003 року дебютував в офіційних іграх у складі національної збірної Фінляндії в матчі проти Норвегії. Протягом кар'єри у національній команді, яка тривала 10 років, провів у її формі 37 матчів, забивши 2 голи.

## Титули і досягнення
- Чемпіон Швеції (3):

«Юргорден»: 2003, 2005
ІФК Норрчепінг: 2015
- Володар Кубка Швеції (2):

«Юргорден»: 2004, 2005

## Особисте життя
Проживає разом із Йоханною Карлссон. Разом вони мають двох синів (2014, 2016) та одну доньку (2018).
Рідною мовою Шелунда є шведська, і він погано розмовляє фінською. Так граючи в «Ліверпулі», Шелунд розмовляв із фіном Самі Хююпя англійською мовою, оскільки Хююпя не розмовляє відповідно шведською.
Його молодша сестра Анніка Шелунд також була футболісткою і грала за національну збірну Фінляндії, представляючи її на чемпіонатах Європи 2009 та 2013 років. Старший брат Петер Шелунд теж грав у футбол на професіональному рівні, але серйозних досягнень не здобув.